# Atlas Network
Atlas Network (wcześniej Atlas Economic Research Foundation) – amerykańska organizacja non-profit, wspomagająca zakładanie i umacnianie światowej sieci wolnorynkowych think-tanków.
Organizacja jest uważana za jeden z najważniejszych wolnorynkowych think-tanków w USA. Jest krytykowana za swoje bliskie powiązania z branżą tytoniową. Zespół na uniwersytecie w Bath zajmujący się tą tematyką określił tę organizację jako przykrywkę, która pomaga stawiać opór jakimkolwiek regulacjom tej branży w Ameryce Łacińskiej. Do roku 2005 Atlas Network otrzymało co najmniej 440 tys. dolarów od koncernu paliwowego ExxonMobil oraz co najmniej 825 tys. dolarów od koncernu tytoniowego Philip Morris. W przypadku partnerów tej organizacji w USA, 57% darowizn pochodziło z branży nikotynowej. W Polsce współpracownikiem Atlas Network jest Warsaw Enterprise Institute.
Założycielem był Brytyjczyk Antony Fisher (1915–1988), pionier chowu klatkowego i współtwórca organizacji lobbystycznej Institute of Economic Affairs, która wspierała rząd Margaret Thatcher w promowaniu doktryny neoliberalnej. Obecnie (2024) prezydentem Atlas Network jest Matt Warner.